# Ihlas Bebou
Ihlas Bebou (Sokodé, 23 april 1994) is een Togolees voetballer die doorgaans als aanvaller speelt. Hij verruilde Hannover 96 in juli 2019 voor 1899 Hoffenheim. Bebou debuteerde in 2016 in het Togolees voetbalelftal.

## Carrière
Bebou werd geboren in Togo, maar emigreerde op zijn elfde met zijn vader en zus naar Düsseldorf. Zijn moeder woonde daar al. Hij begon in Düsseldorf met voetballen bij Garather SV, dat hij in 2009 verruilde voor VfB 03 Hilden. Hij werd in 2011 vervolgens opgenomen in de jeugdopleiding van Fortuna Düsseldorf. Bebou debuteerde op 15 september 2013 in het eerste elftal. Daarmee speelde hij die dag een wedstrijd in de 2. Bundesliga, thuis tegen Dynamo Dresden (1–1). Bebou kwam daarna pas in de laatste drie maanden van het seizoen 2014/15 weer in actie voor Fortuna Düsseldorf. Hij kon toen pas weer spelen nadat hij meer dan een jaar tobde met kraakbeenproblemen in zijn rechterknie. Hij werd daarna alsnog een volwaardig selectielid en groeide in 2016/17 uit tot basisspeler.
Na zeventig wedstrijden in de 2. Bundesliga verruilde Bebou Fortuna Düsseldorf in augustus 2017 voor Hannover 96. Dat promoveerde in het voorgaande seizoen naar de Bundesliga. Hij maakte op 15 september 2017 voor het eerst een doelpunt op het hoogste niveau, de 2–0 tijdens een met diezelfde cijfers gewonnen competitiewedstrijd thuis tegen Hamburger SV. Zijn eerste basisplaats bij Hannover 96 volgde negen dagen later, thuis tegen 1. FC Köln (0–0). Bebou speelde in 2018/19 dertig wedstrijden in de Bundesliga. Hij moest het seizoen daarna drie keer twee maanden versterk laten gaan vanwege fysieke malheur. Hannover degradeerde dat jaar naar de 2. Bundesliga.
Bebou verruilde Hannover in juli 2019 voor 1899 Hoffenheim. Zo kon hij zijn carrière toch voortzetten in de Bundesliga. Bij Hoffenheim vormde hij in de jaren die volgden een aanval met Andrej Kramarić, de eveneens nieuwe Robert Skov en vanaf januari 2020 ook Moanes Dabour. Hij droeg in 2019/20 in 32 speelronden met onder meer zes doelpunten bij aan het bereiken van de zesde plaats. Bebou mocht zo in 2019/20 voor het eerst aantreden in een Europees toernooi, de Europa League.

## Clubstatistieken
| Seizoen     | Club               | Competitie    | Competitie | Competitie | Beker | Beker | Internationaal | Internationaal | Totaal | Totaal |
| Seizoen     | Club               | Competitie    | Wed.       | Dlp.       | Wed.  | Dlp.  | Wed.           | Dlp.           | Wed.   | Dlp.   |
| ----------- | ------------------ | ------------- | ---------- | ---------- | ----- | ----- | -------------- | -------------- | ------ | ------ |
| 2013/14     | Fortuna Düsseldorf | 2. Bundesliga | 1          | 0          | 0     | 0     | —              | —              | 1      | 0      |
| 2014/15     | Fortuna Düsseldorf | 2. Bundesliga | 10         | 2          | 0     | 0     | —              | —              | 10     | 2      |
| 2015/16     | Fortuna Düsseldorf | 2. Bundesliga | 23         | 2          | 1     | 0     | —              | —              | 24     | 2      |
| 2016/17     | Fortuna Düsseldorf | 2. Bundesliga | 32         | 5          | 2     | 1     | —              | —              | 34     | 6      |
| 2017/18     | Fortuna Düsseldorf | 2. Bundesliga | 4          | 2          | 1     | 0     | —              | —              | 5      | 2      |
| Club totaal | Club totaal        | Club totaal   | 70         | 11         | 4     | 1     | 0              | 0              | 74     | 12     |
| 2017/18     | Hannover 96        | Bundesliga    | 30         | 5          | 1     | 0     | —              | —              | 31     | 5      |
| 2018/19     | Hannover 96        | Bundesliga    | 12         | 4          | 2     | 1     | —              | —              | 14     | 5      |
| Club totaal | Club totaal        | Club totaal   | 42         | 9          | 3     | 1     | 0              | 0              | 45     | 10     |
| 2019/20     | 1899 Hoffenheim    | Bundesliga    | 32         | 6          | 3     | 1     | —              | —              | 35     | 7      |
| 2020/21     | 1899 Hoffenheim    | Bundesliga    | 32         | 9          | 2     | 0     | 6              | 0              | 40     | 9      |
| 2021/22     | 1899 Hoffenheim    | Bundesliga    | 28         | 7          | 1     | 0     | —              | —              | 29     | 7      |
| 2022/23     | 1899 Hoffenheim    | Bundesliga    | 19         | 7          | 1     | 0     | —              | —              | 20     | 7      |
| 2023/24     | 1899 Hoffenheim    | Bundesliga    | 3          | 0          | 1     | 0     | —              | —              | 4      | 0      |
| Club totaal | Club totaal        | Club totaal   | 114        | 29         | 8     | 1     | 6              | 0              | 128    | 30     |

Bijgewerkt t/m 19 september 2023.

## Interlandcarrière
Bebou debuteerde op 4 september 2016 in het Togolees voetbalelftal, tijdens een met 5–0 gewonnen kwalificatiewedstrijd voor de Afrika Cup 2017 thuis tegen Djibouti. Hij viel die dag in de 75e minuut in voor Kodjo Fo-Doh Laba. Bebou speelde een jaar later op het eindtoernooi alle drie de wedstrijden dat Togo meedeed van begin tot eind. Hij maakte op 10 oktober 2019 voor het eerst een doelpunt voor de nationale ploeg, tijdens een oefeninterland tegen Kaapverdië.
1 Baumann  ·
2 Hranáč ·
3 Kadeřábek ·
4 Østigård ·
5 Kabak ·
6 Prömel ·
7 Bischof ·
8 Geiger ·
9 Bebou ·
13 Lenz ·
14 Orban ·
15 Gendrey ·
16 Stach ·
17 Tohumcu ·
18 Samassékou ·
19 Jurásek ·
20 Becker ·
21 Bülter ·
22 Prass ·
23 Hložek ·
25 Akpoguma ·
26 Tabaković ·
27 Kramarić ·
29 Touré ·
32 Busk ·
33 Moerstedt ·
34 N'Soki ·
35 Chaves ·
36 Petersson ·
52 Mokwa ·
53 Yardımcı ·
Coach: Ilzer
· Assistent-coach: Hübner
· Keeperstrainer: Stolz